# Qobustan (Siedlung)

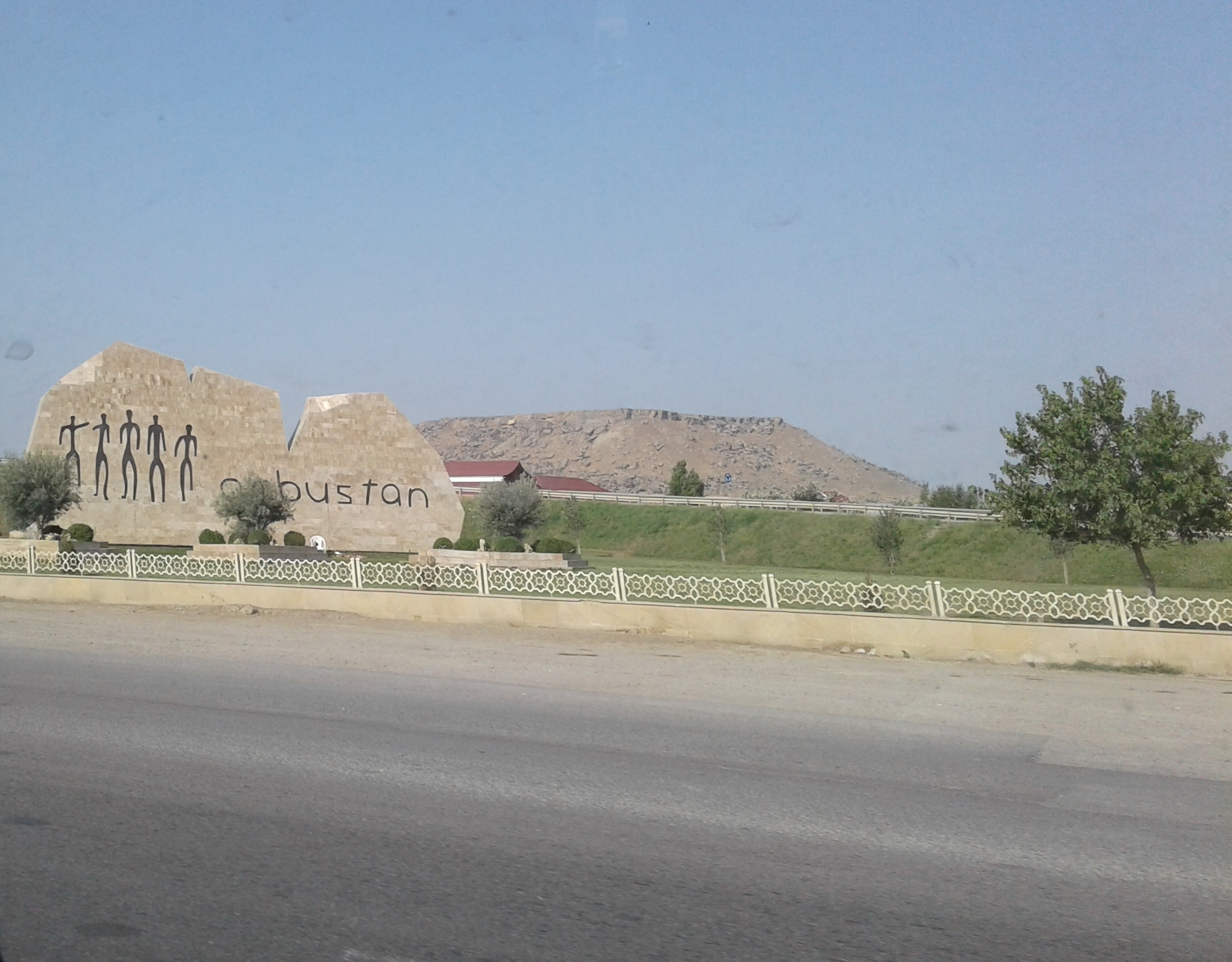
Einfahrt nach Qobustan

Qobustan (auch Gobustan, von russisch Гобустан) ist eine Siedlung (qəsəbə) in Aserbaidschan. Sie ist Teil der Stadt Baku.
Die Siedlung ist nicht zu verwechseln mit der gleichnamigen Kleinstadt (bis 2008 Mərəzə), Verwaltungssitz des Rayons Qobustan etwa 80 km westlich von Baku.

## Geografie
Qobustan gehört zum Stadtbezirk Qaradağ der Hauptstadt Baku und liegt am Ufer des Kaspischen Meeres etwa 50 km südwestlich des Stadtzentrums. Die Siedlung hat 16.200 Einwohner (2014).
Unmittelbar westlich schließt sich das Staatliche historisch-künstlerische Schutzgebiet Gobustan an. Hier finden sich steinzeitliche Felszeichnungen sowie zahlreiche Schlammvulkane.

## Geschichte
Die Gegend ist seit Jahrtausenden besiedelt. In der Nähe von Qobustan findet sich auf einem Weihestein eine Inschrift der römischen Legio XII Fulminata, aus der Regierungszeit des Kaisers Domitian.
Der Ort erhielt am 5. April 1951 den Status einer Siedlung städtischen Typs unter dem Namen Duwanny (russisch Дуванный; aserbaidschanisch Duvannı, kyrillisch Дуванны), vom Namen des 1895 dort eröffneten Bahnhofs an der Bahnstrecke Poti–Baku. Seit 10. Mai 1972 trägt die Siedlung ihren heutigen Namen nach der Bezeichnung der archäologischen Fundstätte (des heutigen Nationalparks) und des gesamten Gebietes südwestlich von Baku. Auch der Name des Bahnhofs wurde entsprechend geändert.